# Mazda 323 GTX
La Mazda 323 GTX è una versione sportiva della Mazda 323 sesta serie (pianale BG) prodotta dal 1989 al 1994, evoluzione della precedente Mazda 323 4WD Turbo (GTX) prodotta dal 1986 al 1989 (pianale BF), prodotta con lo scopo di essere omologata per gareggiare nel Campionato del Mondo Rally.

## Descrizione e contesto
Pur mantenendo la stessa impostazione strutturale, le differenze rispetto alla precedente generazione sono sostanziali sia a livello estetico (grazie a un design più dolce e arrotondato, che le dona un aspetto più moderno) che meccanico (principalmente per l'aumento di cilindrata da 1,6l a 1,8l e per all'adozione di un differenziale centrale viscoso a slittamento limitato).
Ha vinto il titolo mondiale Rally Gruppo N (PWRC) nel 1991 guidata dal pilota belga Grégoire De Mevius.

## Caratteristiche tecniche
Il motore, che ha una cilindrata di 1840cm3 ed è dotato di distribuzione DOHC a 16 valvole (codice BPT, di base lo stesso motore utilizzato anche sulla Mazda MX-5), è dotato di turbocompressore IHI VJ21 raffreddato a liquido con intercooler aria/aria, sviluppa nella versione europea 163CV a 5500 gr/min e 216nm a 3000 gr/min che salgono a 180CV e 240nm nella versione giapponese grazie a una gestione elettronica meno restrittiva (all'epoca la benzina standard in Giappone aveva 100 ottani mentre in Europa aveva 95 ottani).
Il sistema di trazione integrale permanente è dotato di differenziale centrale viscoso a slittamento limitato, che permette una ripartizione della coppia tra gli assi anteriore-posteriore di 43%|57% in condizioni di massima aderenza e può arrivare fino a una ripartizione del 60%|40% in caso di perdita di aderenza. Il differenziale posteriore è anch'esso di tipo LSD, il cambio è a 5 marce.
Le sospensioni sono a 4 ruote indipendenti con schema McPherson all'anteriore e schema TTL (Twin Trapezoidal Link) al posteriore, i freni sono dotati di dischi da 256mm autoventilati all'anteriore e 250mm pieni al posteriore.
Il gruppo ruota era composto da pneumatici 195/60 VR14 e cerchi in lega 14"x5,5J.
Le scelte tecniche adottate, unite al corpo vettura compatto e leggero (in ordine di marcia 1.180 kg), garantivano prestazioni brillanti sia a livello motoristico (accelerazione da 0-100kmh in 6,1s e velocità massima di 216 km/h) che dinamico.

## Palmarès
- 1 PWRC (1991) con Grégoire de Mevius